# Подебрады
Подебра́ды, По́дебради (чеш. Poděbrady, старое нем. Podiebrad) — курортный город в Чехии в Полабской низменности на берегу реки Эльбы, в 50 км от Праги (30 мин на авто по магистрали D11). Муниципалитет с расширенными полномочиями. Знаменит Подебрадским замком и своими минеральными источниками.

## История

### Археологические раскопки
Благодаря удобному расположению над рекой и мягкому климату, первые поселения на территории современных Подебрад появились в раннем палеолите, археологические раскопки подтверждают наличие поселений в бронзовом (Лужицкая культура), железном веке (Латенская культура). Кроме того, на городской площади перед замком были обнаружены следы развитого поселения римской эпохи, римские монеты.

### Средние века

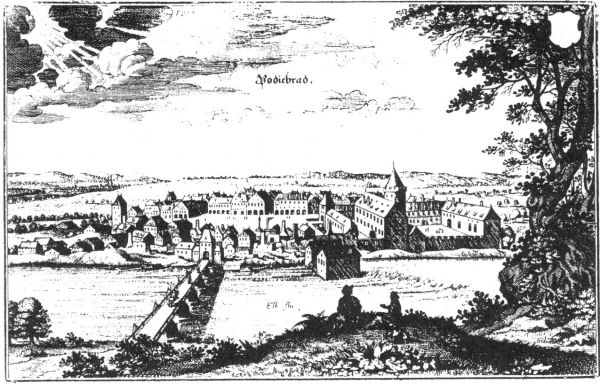
Старейшее изображение Подебрад на гравюре Маттеуса Мериана 1650 года

Первое упоминание о Подебрадах как поселении относится к 1224 году. Спустя некоторое время по приказу короля Пржемысла Отакара II в Подебрадах был возведен замок на воде, ставший ключевой крепостью на торговом пути у брода через Эльбу, т. н. Кладский путь. Письменные упоминания о данной крепости относятся к 1268 году. Название города происходит от чешского pode brody («возле брода»). Неподалёку существовали и другие крупные поселения: крепость Олдржиш, Садска и др.
Наибольшего расцвета подебрадское имение достигло во времена рода панов из Подебрад, которые получили его от Карла IV в так называемый «благородный лен». Шесть поколений этого рода благоустраивало своё имение (с 1345 по 1495 год). Самой яркой фигурой этого рода был Йиржи из Подебрад, в 1458 году избранный чешским королём. Этот выдающийся дипломат (иногда называемый гуситским королём) стал первым европейским политиком, попытавшимся основать международную унию европейских государей. По его приказу в 1472 году Подебрады получили звание города, а также важные права, привилегии и городской герб. Во времена правления Фердинанда I город получил новое развитие. При своем посещении города в 1539 году император оценил возможности охоты в окрестностях, а находившиеся на этой территории поместья выкупил и решил включить их в так называемые поместья королевской палаты.

### В составе королевской палаты

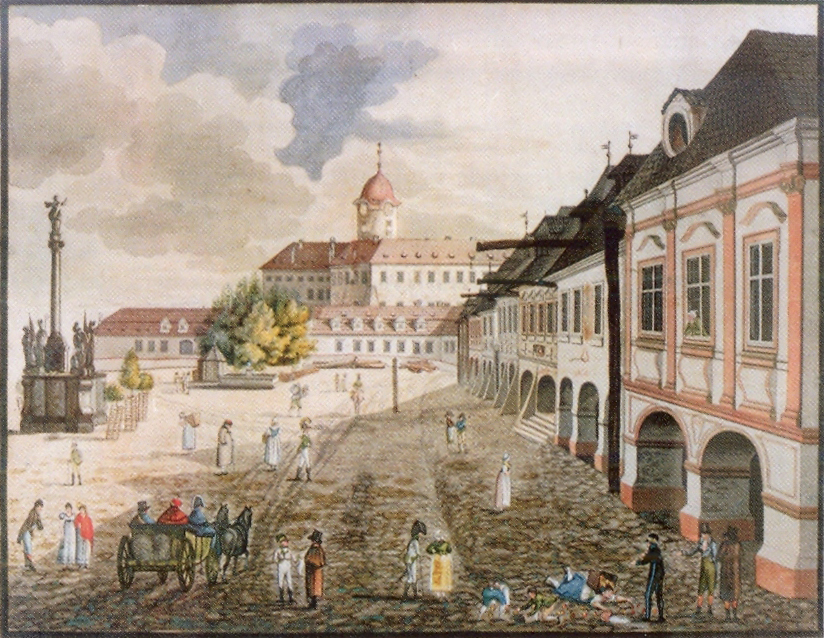
Южная часть городской площади с видом на уже перестроенный замок в стиле барокко, конец XVIII века

В середине XVIII века интерес к замку проявила императрица Мария Терезия, по её распоряжению замок был перестроен в 1754—1756 годах в стиле барокко и она неоднократно приезжала в город. К началу XIX века внимание королевских особ к городу повысилось.
Во времена правления Иосифа II в замке, вместо первоначально задуманных казарм, проживали лишь вышедшие на пенсию офицеры императорской армии. После пожаров, произошедших в 1800 и 1832 годах, исчезли остатки ворот, а на месте крепостной стены выросли новые улицы. Ренессансная площадь, обрамленная до того времени двухэтажными мещанскими домами с аркадами, потеряла своё очарование.

### Последний владелец замка

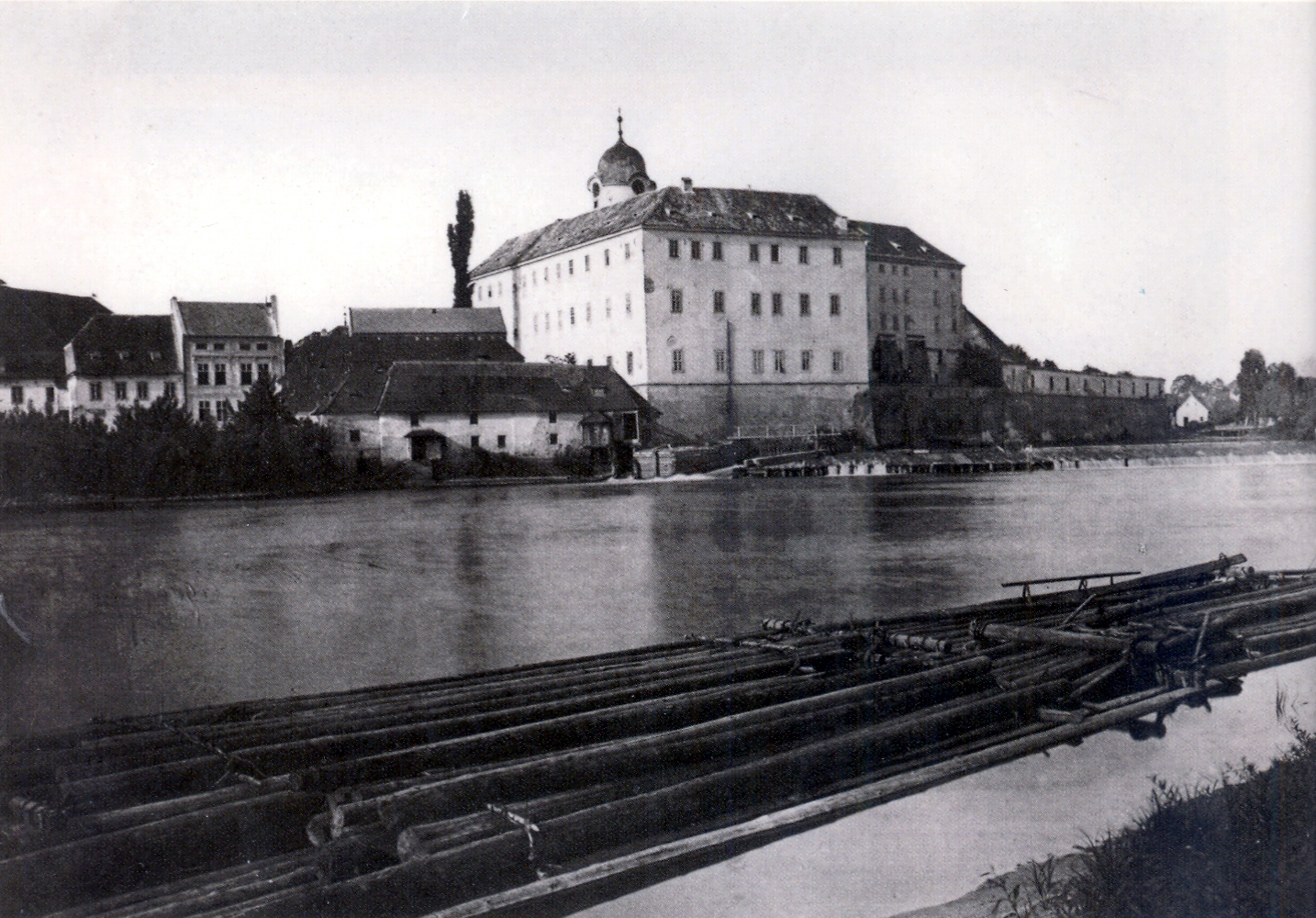
Первая фотография подебрадского замка, приблизительно 1865 год

В 1840 году Подебрадское поместье купил венский банкир барон фон Сина. Десятилетия спустя правнучка банкира Хариклея (урождённая княжна Ипсиланти; 1863—1912) переехала сюда на постоянное жительство вместе со своим мужем князем Филиппом Эрнстом Гогенлоэ-Шиллингсфюрстом (1853—1915) — сыном германского канцлера. В замок вернулась общественная жизнь, а его развитие приносило благо городу. Говорят, что дружеские связи князя с предпринимателями братьями Герхартами были причиной возникновения стекольной промышленности в области без сырья и традиции стекольного производства.

### Открытие лечебных источников

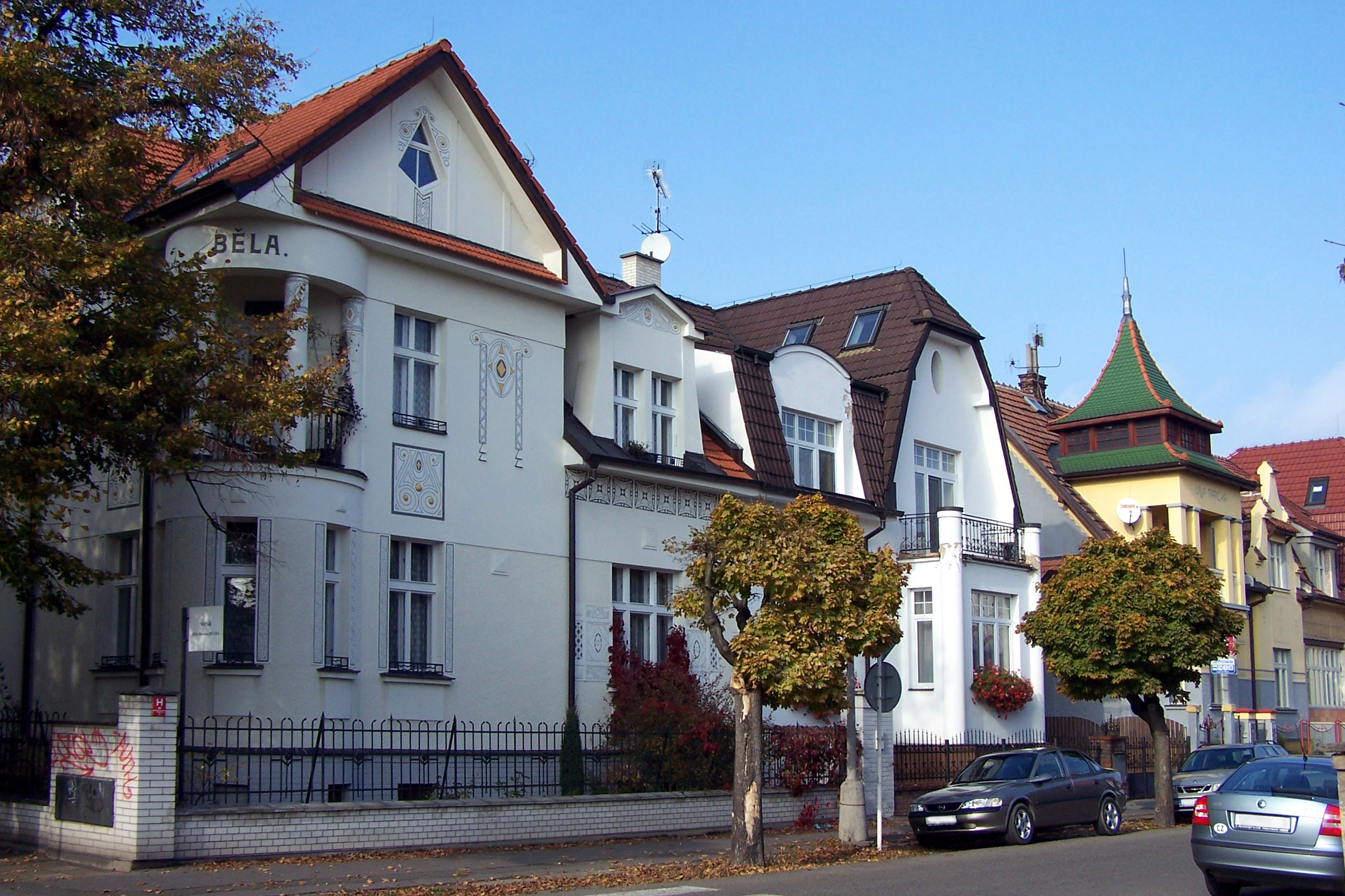
После открытия минеральных источников новая часть города была застроена виллами в стиле модерн

Историческим в жизни города стал 1905 год, когда город посетил немецкий помещик фон Бюлов. Этот известный экстрасенс с помощью прутика определил во внутреннем дворе замка место сильного источника, который действительно был обнаружен на глубине 96,7 м. Открытие минеральной углекислой воды привело к открытию в 1908 году первого курортного сезона. После окончания первой мировой войны город стремительно превращался в курорт с лечебницами, которые с 1926 года специализируются на сердечно-сосудистых заболеваниях. Курорт приобрел известность не только в стране, но и за рубежом. Немалую роль в этом сыграл известный пражский кардиолог Вацлав Либенский. Развитие города поддержал Франтишек Янда, который разработал план застройки города до железной дороги, основал центральный парк.

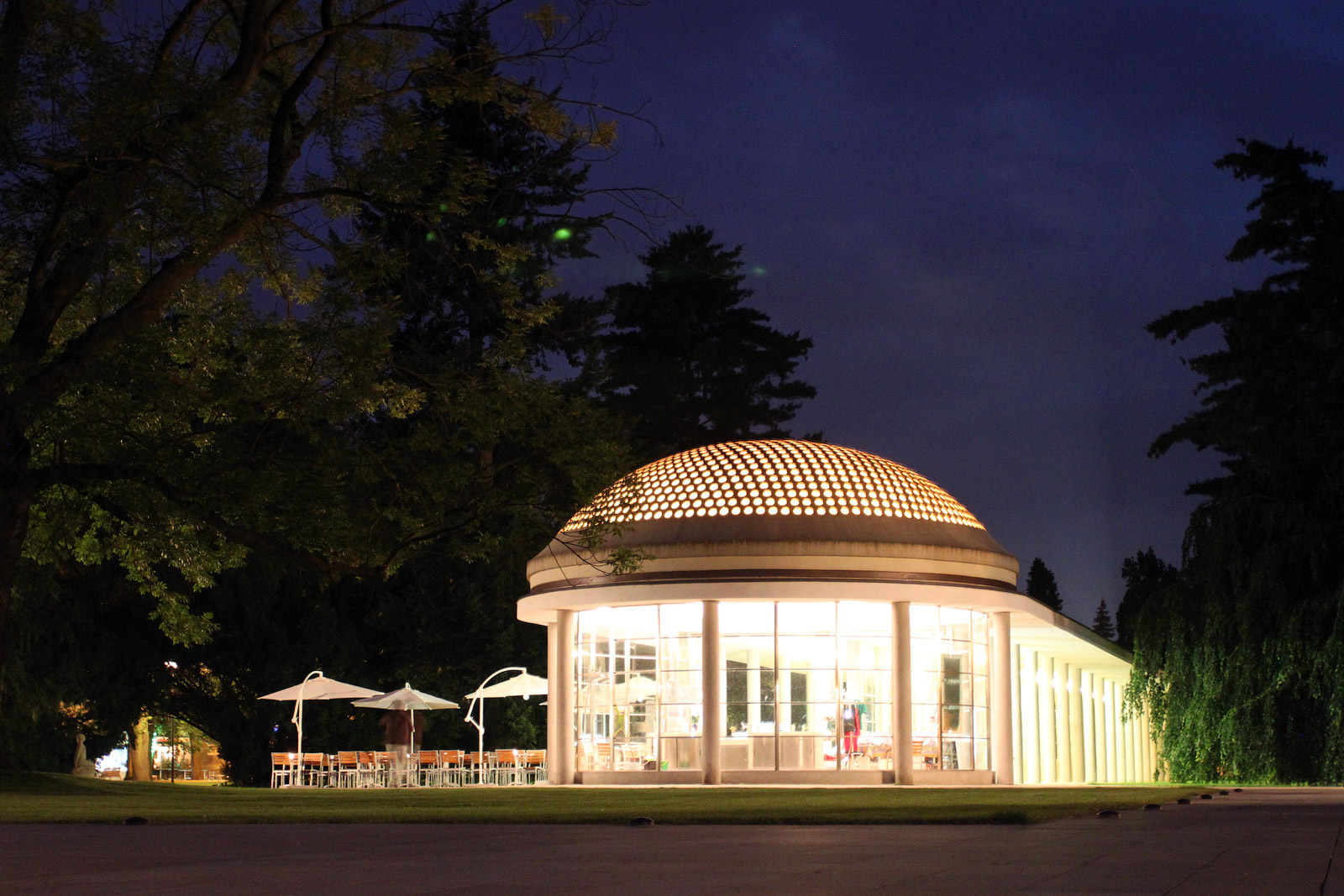
Колоннада в центральном парке ночью

До 1960 года Подебрады были центром Подебрадского района, но в ходе административной реформы 1960 года и сокращения количества административных единиц, Подебрады были включены в состав района Нимбурк, хотя и сохранили широкую автономию.

## Транспорт

### Авиатранспорт
Ближайшие международные аэропорты расположены в Праге (55 км), Пардубице (65 км) и Брно (150 км).

### Железнодорожный транспорт
За центральным городским парком расположен ЖД-вокзал. Исторически Подебрады являлись важным транспортным узлом императорских дорог и проложенная во второй половине XIX века железная дорога от Колина до Нимбурка вскоре была включена в состав Австрийской северо-западной дороги, в 1905 году расширена до двух колей и позднее электрифицирована. В настоящее время входит в состав 231 участка Чешских железных дорог (Прага-Колин через Нимбурк). Кроме того, станция Подебрады включена в сеть пригородного пражского ЖД-сообщения (маршрут S2), которая обслуживается современными поездами City Elefant производства концерна Škoda (ČD Class 471).

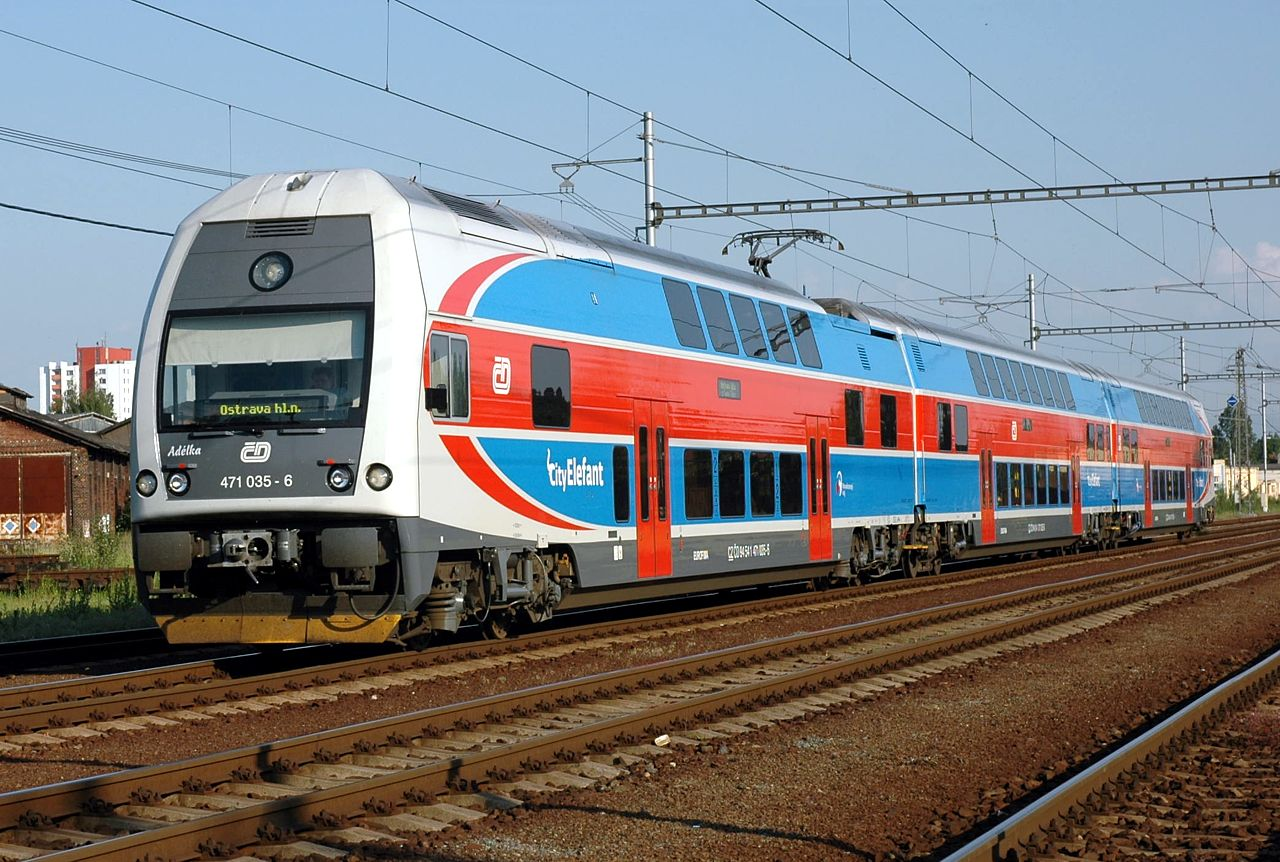
Поезд City Elefant

Из Подебрад доступна широкая маршрутная сеть как национальных, так и международных поездов благодаря близости крупного ЖД-хаба Колин (16 км). Каждый час от вокзала в сторону Праги отбывает 2 поезда, время в пути до главного вокзала в центре Праги составляет 50-60 мин.

### Автотранспорт
Город традиционно находится на транспортном пути из Праги в Градец-Кралове и поэтому неподалёку от города проходит автомагистраль D11, время в пути до Праги составляет 30 мин. Действуют автобусные маршруты до Праги (автовокзалы «Черный мост», «Флоренс») и других городов.
Внутри города автобусное сообщение отсутствует, хотя предпринимались попытки его организации в 2002—2003 годах. Основным внутригородским транспортом является велосипед, его популярность вызвана также обилием велотрасс в пригороде и их высоким качеством.

### Речной транспорт
В результате постройки ГЭС использование речного транспорта было остановлено, в настоящее время действует лишь прогулочный речной трамвай BIFA III немецкого производства, выполняющий свой маршрут до Нимбурка и Либице-над-Цидлиноу по средам, субботам и воскресеньям от причала городского замка.

## Климат и погода
Климат умеренно континентальный, зимы относительно мягкие, малоснежные. Средняя температура воздуха в январе составляет -1,5 °C, в июле +19 °C. Суммарное среднее годовое количество осадков составляет около 550 мм, самые дождливые месяцы — май, июнь и август, самые сухие — январь и февраль.
| Показатель                    | Янв. | Фев. | Март | Апр. | Май | Июнь | Июль | Авг. | Сен. | Окт. | Нояб. | Дек. |
| ----------------------------- | ---- | ---- | ---- | ---- | --- | ---- | ---- | ---- | ---- | ---- | ----- | ---- |
| Средний суточный максимум, °C | 1    | 3    | 7    | 12   | 18  | 20   | 22   | 22   | 18   | 12   | 5     | 2    |
| Средний суточный минимум, °C  | −3   | −2   | 0    | 2    | 7   | 10   | 12   | 11   | 8    | 4    | 0     | −1   |
| Норма осадков, мм             | 20   | 18   | 31   | 35   | 58  | 68   | 67   | 63   | 41   | 31   | 28    | 23   |
| Источник: Zoover.cz           |      |      |      |      |     |      |      |      |      |      |       |      |

## Промышленность и экономика

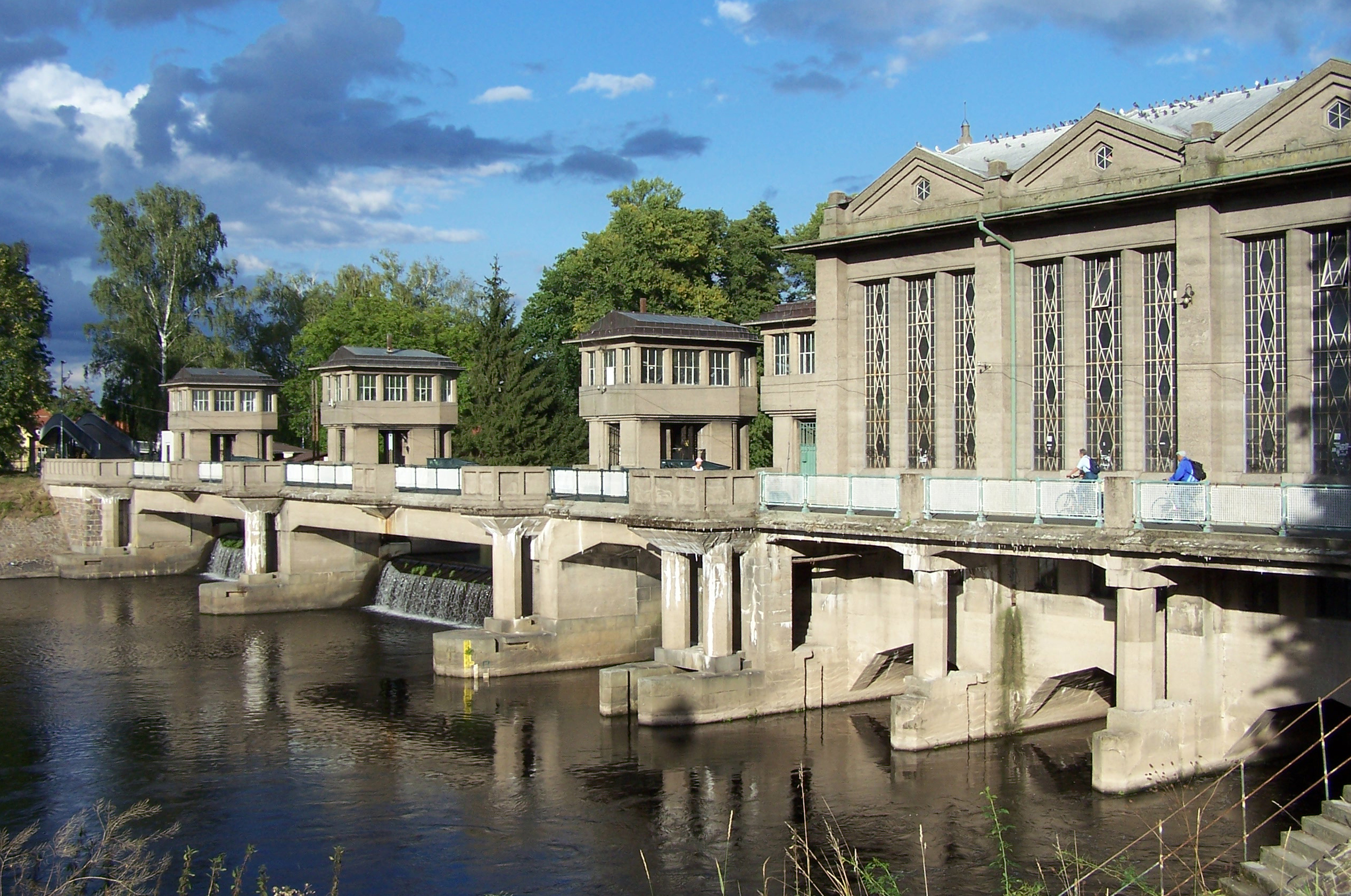
Подебрадская ГЭС

Подебрады является одним из центров Восточной Богемии по производству изделий из хрусталя, на окраине города также находится молокозавод, а за его пределами — крупный завод по розливу минеральной воды Poděbradka. Если ранее в городе действовали пивоваренный, мукомольный, сахарный заводы, то к концу XIX века в экономике города стал преобладать туризм и медицинские услуги.
В начале XX века для защиты города от частых наводнений было изменено русло реки и в 1923 году были открыты ГЭС и шлюз, использующиеся в реконструированном виде до настоящего времени и обеспечивающие потребности города в электроэнергии. Автором проекта ГЭС был Антонин Энгель, уроженец Подебрад, позднее занявший пост ректора Чешского технического университета.

## Спорт
Город как курорт популярен в Чехии, особенно для оздоровления и поэтому действует множество спортивных секций, клубов и союзов. В городе расположены волейбольные и баскетбольные площадки, теннисные корты, спортивные залы, действует крупный гольф-клуб, клуб каноистики, зимний стадион. Расположенные в черте города конюшни часто используются для содержания лошадей жителями крупных чешских городов.
В 5 км по велотрассе от Подебрад в черте Нимбурка находится крытый 25-метровый бассейн.
Важную роль в городской жизни играет велотранспорт, так как через город вдоль русла Эльбы по противоположным берегам проходят национальные велотрассы 0019 (участок Подебрады-Нимбурк протяженностью 8 км) и 0024 (участок Либице-над-Цидлиноу-Бышички длиной 40 км), соединённые между собой переходом ГЭС. Развивается сеть велодорожек внутри города.

## Культура
Ежегодно в городе проходят различные фестивали, музыкальные выступления, в замке расположен театр, а напротив него, в здании городской ратуши, — городская библиотека. В городе действует главный краевой оркестр, Среднечешский симфонический оркестр. Работой с молодёжью занимается несколько клубов: Дом детей и молодёжи, Подебрадские мажоретки, Скаутский центр, Ротари-клуб, Союз туристов, Союз филателистов, хор, оркестр при театре, действует кинологическая организация и др.

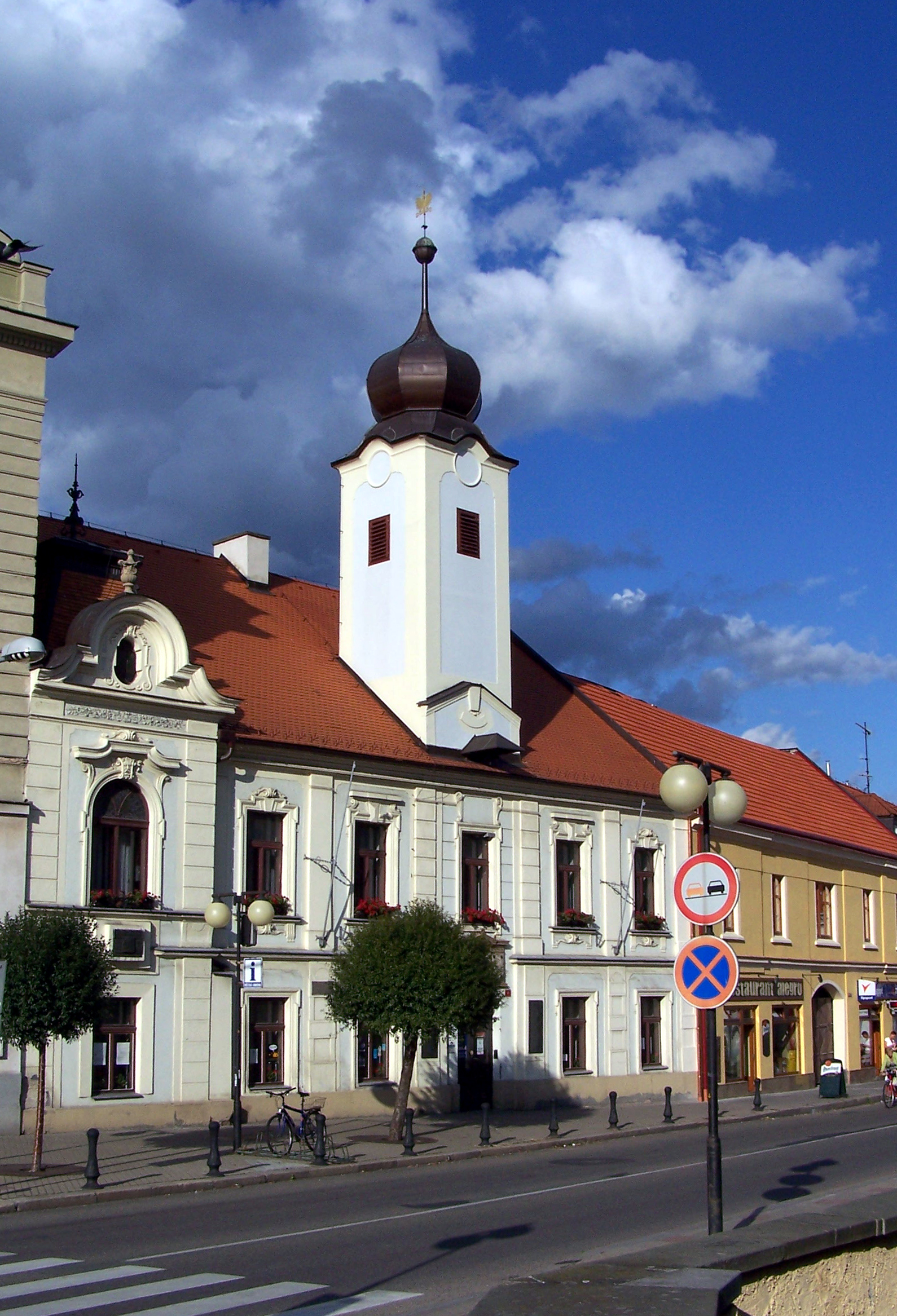
Здание ратуши, в котором теперь находится городская библиотека

В Подебрадах ежегодно проходит популярный музыкальный фестиваль «Barvy léta», молодёжный театральный фестиваль и др., в центральном парке летом еженедельно проходят музыкальные концерты.

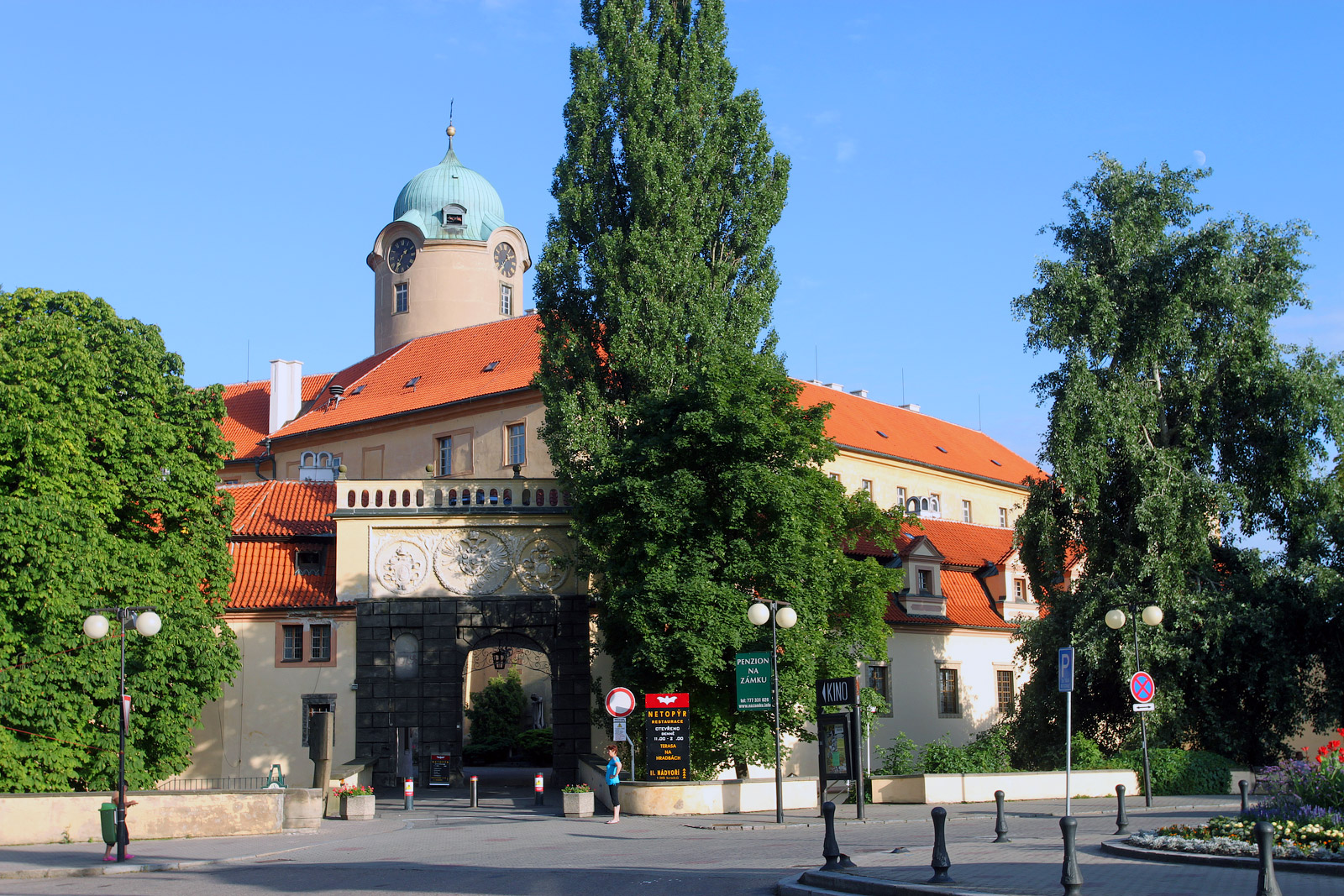
Подебрадский замок, вид с главной площади

При относительной небольшой численности населения (менее 14 тыс. человек), но в силу популярности среди отдыхающих, в городе действуют почти 30 ресторанов, 3 столовые, 8 кафе и кофеен.

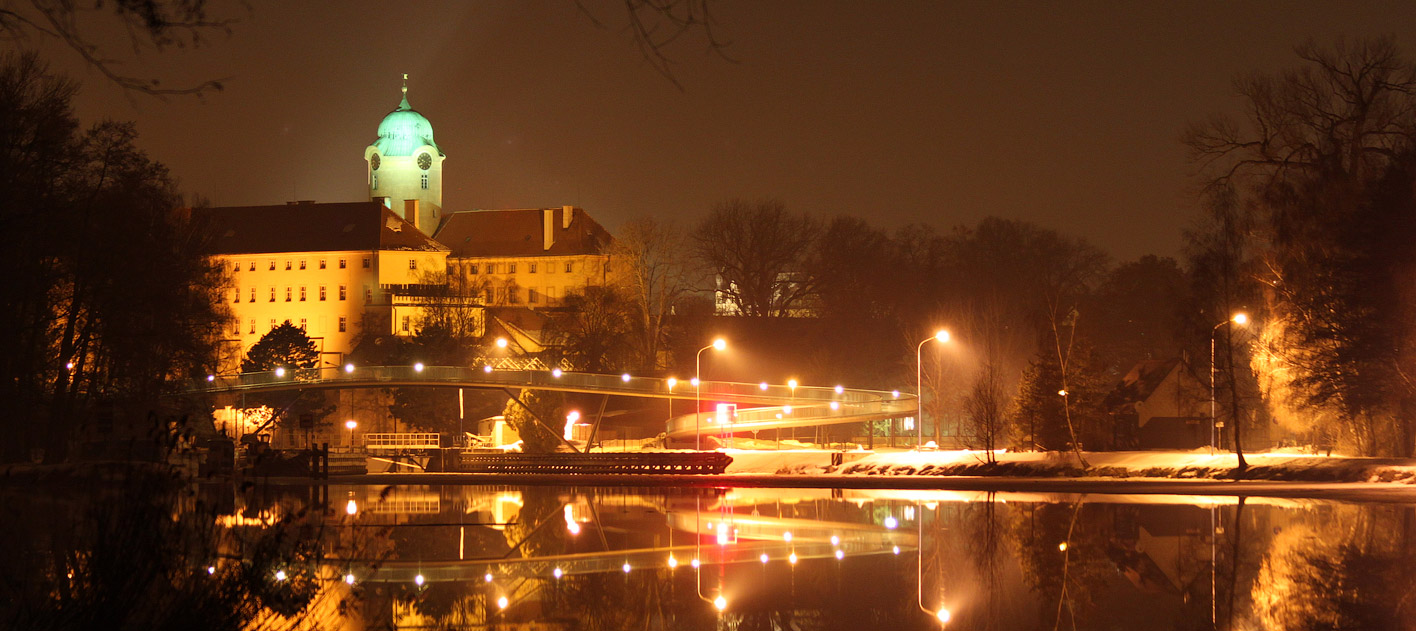
Подебрадский замок, велосипедный мост через ГЭС зимней ночью

## Религия

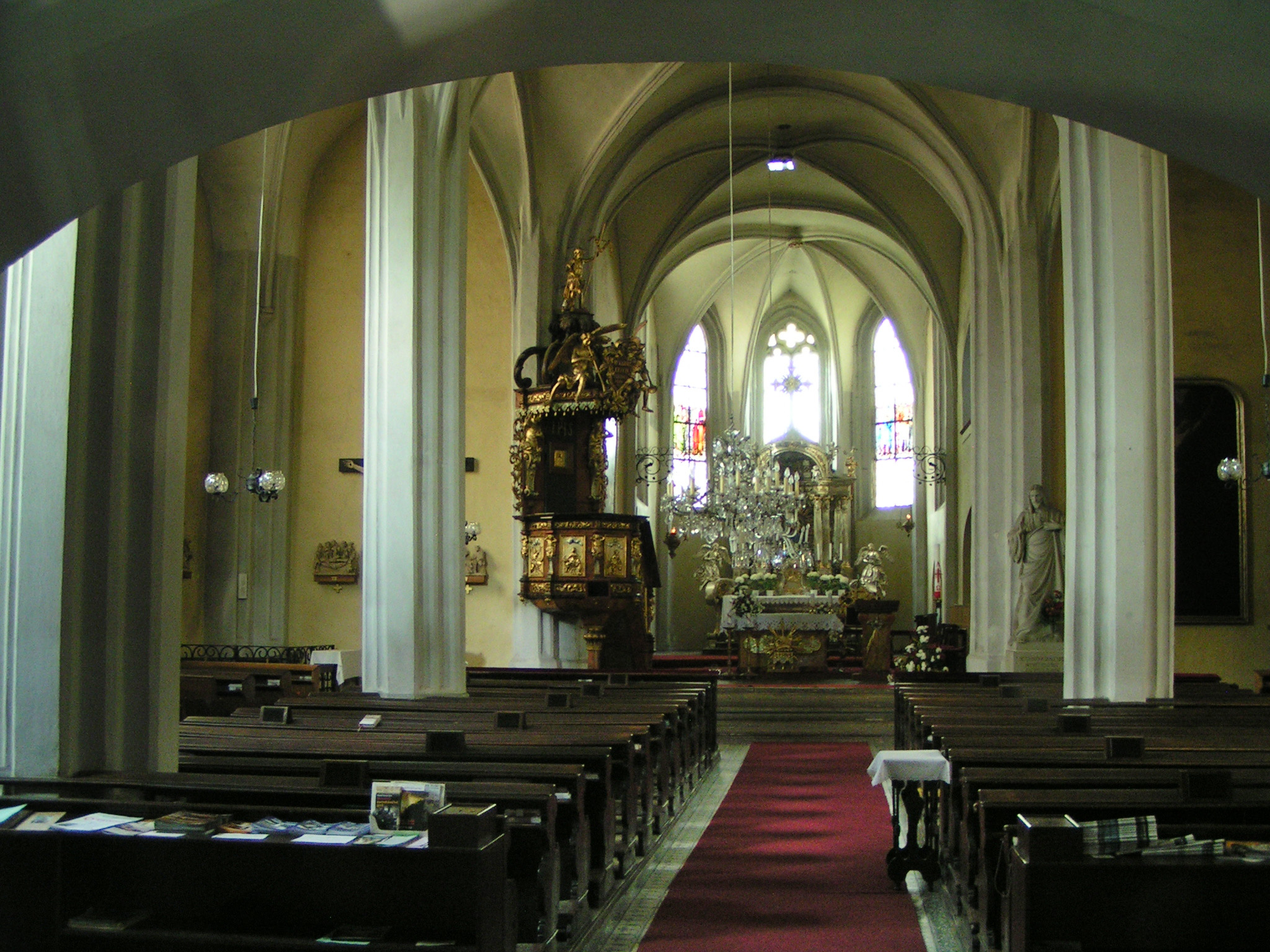
Интерьер костёла Возвышения Св. Креста

В Подебрадах находится Костел Возвышения Св. Креста с приходом Римско-католической церкви, который с 1886 года входит в число 5 чешских пробств. Костел был возведен в XIV веке, в XVI веке перестраивался в стиле ренессанс, но в XIX веке ему был возвращен готический облик. Также в городе действует римско-католический Костел Успения Девы Марии, построенный в стиле барокко в середине XVII века на месте деревянного в память о казни на данном месте 10 лидеров кутногорского шахтёрского восстания 1496 года. Собственным костелом представлена чехословацкая гуситская церковь, а Евангелическая церковь чешских братьев — молитвенным домом. В городе существовала еврейская община, но она была в ходе холокоста уничтожена, а синагога была впоследствии снесена.
По данным переписи 2001 года, в Подебрадах 3841 человек (28,78 %) назвали себя верующими, 8553 (64 %) — атеистами. 2586 (19,35 %) верующих сообщило о принадлежности к Римско-католической церкви, 634 (4,74 %) — к церкви чешских братьев, 257 (1,92 %) — к гусистской церкви, 55 (0,41 %) — к Русской Православной церкви.

## Образование

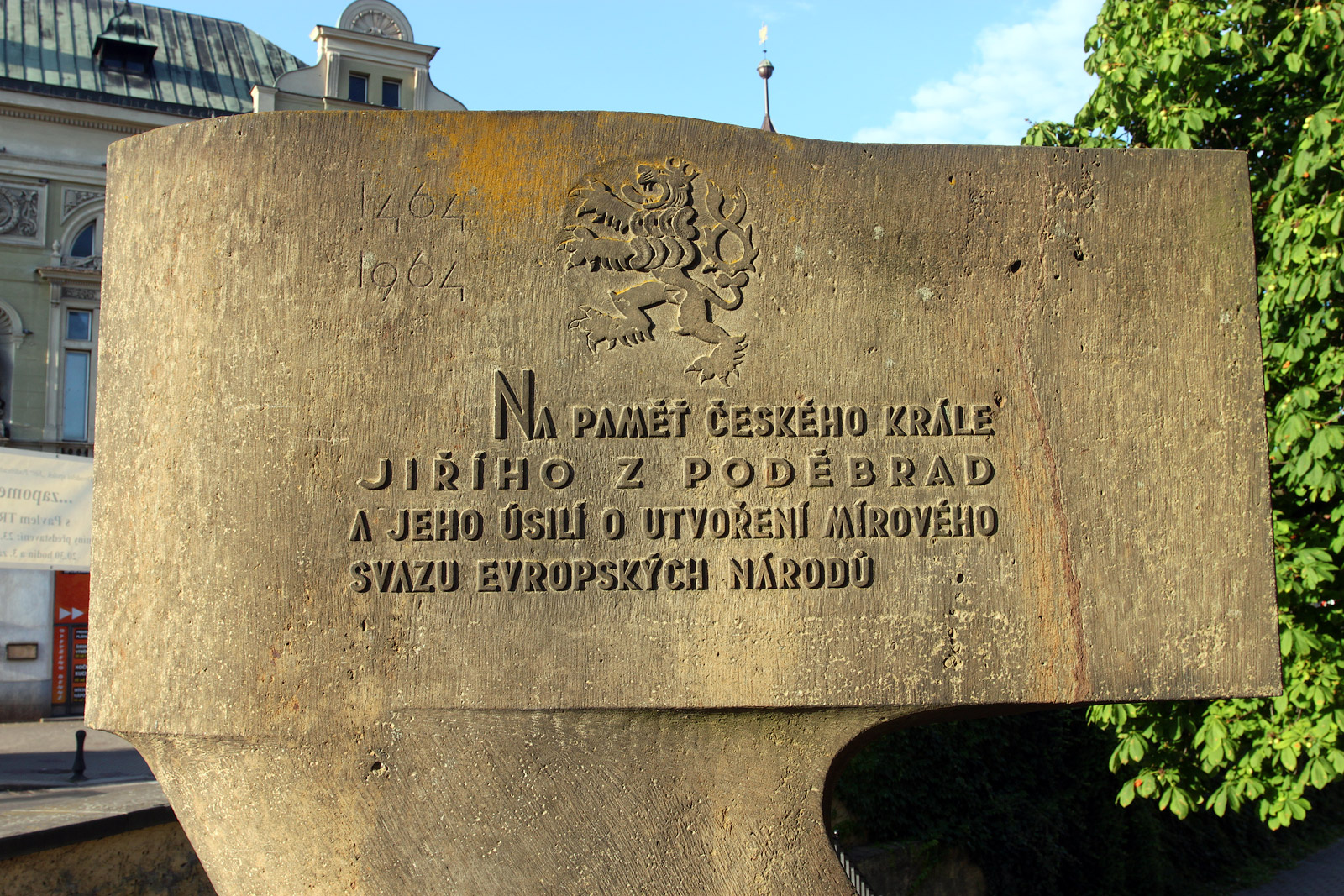
Стела перед замком с описанием королевской идеи создания общеевропейского союза народов, прообраза ЕС

Будучи административным и культурным центром региона, шла насыщенная культурная и образовательная жизнь. С 1846 открылось новое здание женской гимназии на месте городской старой школы (в настоящее время в нём находится музей Полабья), в том же году была открыта мужская гимназия (с 1968 года в её здании находится Высшая школа гостиничного бизнеса) и новая городская школа на Риегровой площади. В 1905 году была основана очередная мужская гимназия, здание которой и сейчас используется для городской гимназии. С 1919 года в городе начала работать Высшая экономическая школа.
В результате Гражданской войны в России Чехословакия стала домом для многих эмигрантов первой волны и Подебрады играли важную роль в образовательной среде украинских эмигрантов, чья община в 1922—1932 годах организовала в городском замке Высшую политехническую школу, Украинскую экономическую академию.

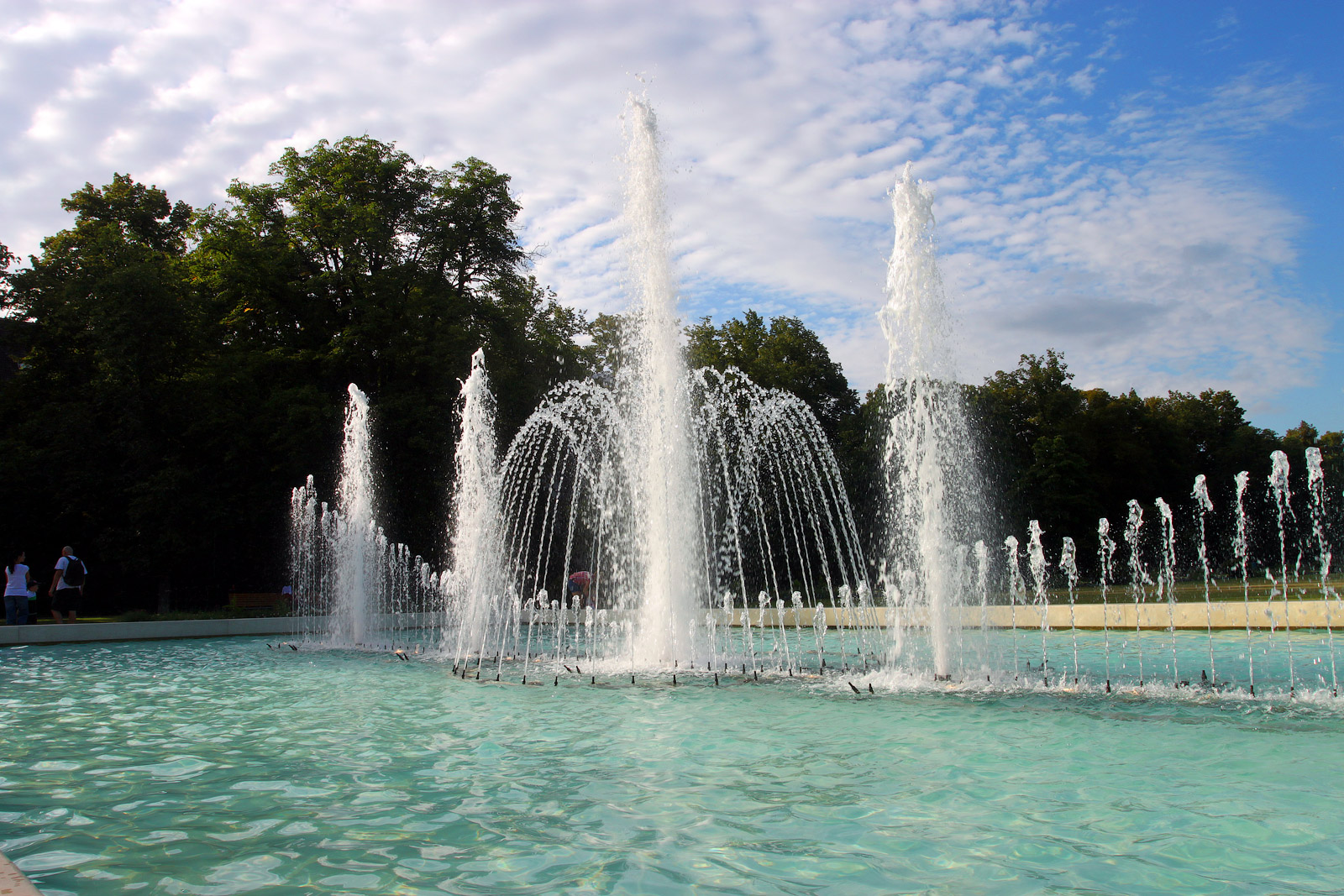
Фонтан в центральном парке

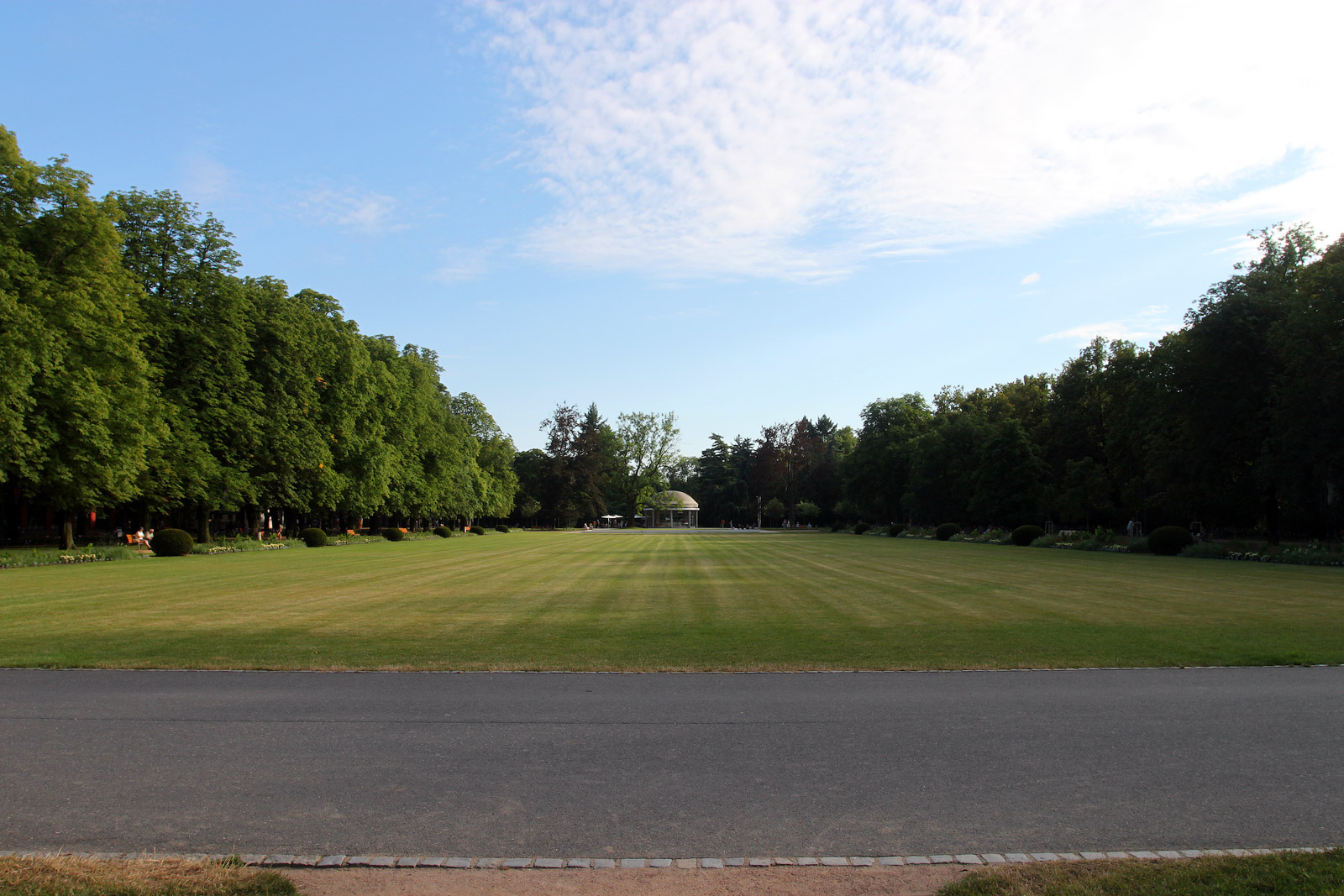
Центральный парк и колоннада, вид со стороны ЖД-вокзала

С 1946 года здание замка использовалось Среднечешским колледжем им. Йиржи из Подебрад, который в течение второй половины XX века несколько раз менял название и корпуса, но существует до сих пор в виде Гимназии им. Йиржи из Подебрад на ул. Студенческой.

### Радиотехнический факультет Чешского технического университета (1953—1980)
Ключевым годом стал 1953, когда в помещениях городского замка был основан радиотехнический факультет Чешского технического университета для обучения по радиотехнике и связи. Факультет возник в результате разделения компетенций электротехнического факультета между Прагой, Братиславой и Подебрадами. Город был выбран благодаря своей транспортной доступности (55 км от Праги), живописной природе, исторической архитектуре и удобству замка для размещения основных лабораторий нового факультета. В первые года существования нового факультета часть обучения проходила в корпусах в Праге из-за отсутствия в Подебрадах лабораторий высокочастотной электроники, но уже к 1957 году лаборатории были полностью оснащены и Подебрады обеспечивали все потребности факультета.
Спустя всего 2 года, в 1959 году в ЧВУТ произошло объединение радиотехнического факультета с электротехническим и вплоть до 1961 года обучение по всем программам факультета всех курсов проходило только в Подебрадах. Дефицит помещений ЧВУТ в Праге был решен с помощью строительства нового кампуса в районе Дейвице, в 1961 году оно было окончено и впоследствии до 1980 года в Подебрадах учились лишь студенты первого и второго курсов. В 1980 году электротехнический факультет полностью покинул Подебрады.
Несмотря на то, что в настоящее время главные корпуса большинства факультетов технического университета находятся в Праге (кроме факультета биомедицинской инженерии в Кладно), традиции децентрализации системы образования сохраняются и студенты могут проводить первые года обучения в живописных городах по всей стране: Шумперк, Сезимово усти, Трутнов, Дечин.

### Институт языковой и профессиональной подготовки Карлова университета, ÚJOP (c 1983 года)
В связи со стремительным расширением в 1980 году радиотехнический факультет Чешского технического университета был перемещен в корпуса в Праге, а освободившийся замок перешёл к Карлову университету, который в 1983 году открыл в Подебрадах главный центр Института языковой и профессиональной подготовки (чеш. Ústav jazykové a odborné přípravy, ÚJOP), единственный в Чехословакии специализированный центр для подготовки иностранных абитуриентов к обучению в чехословацких вузах. Популярность чехословацкого образования привела к тому, что в 1980-х годах в институте ежегодно по международным стипендиям проходило подготовку 700—900 человек и Карлов университет был вынужден открыть подобные центры в Праге, Марианских Лазнях, Добрушке, но до сих пор Подебрады остаются главным центром, в нём же располагаются главный методический центр (обеспечивающий в том числе работу с международной организацией ALTE), центр онлайн-тестирования.

### Перспективы

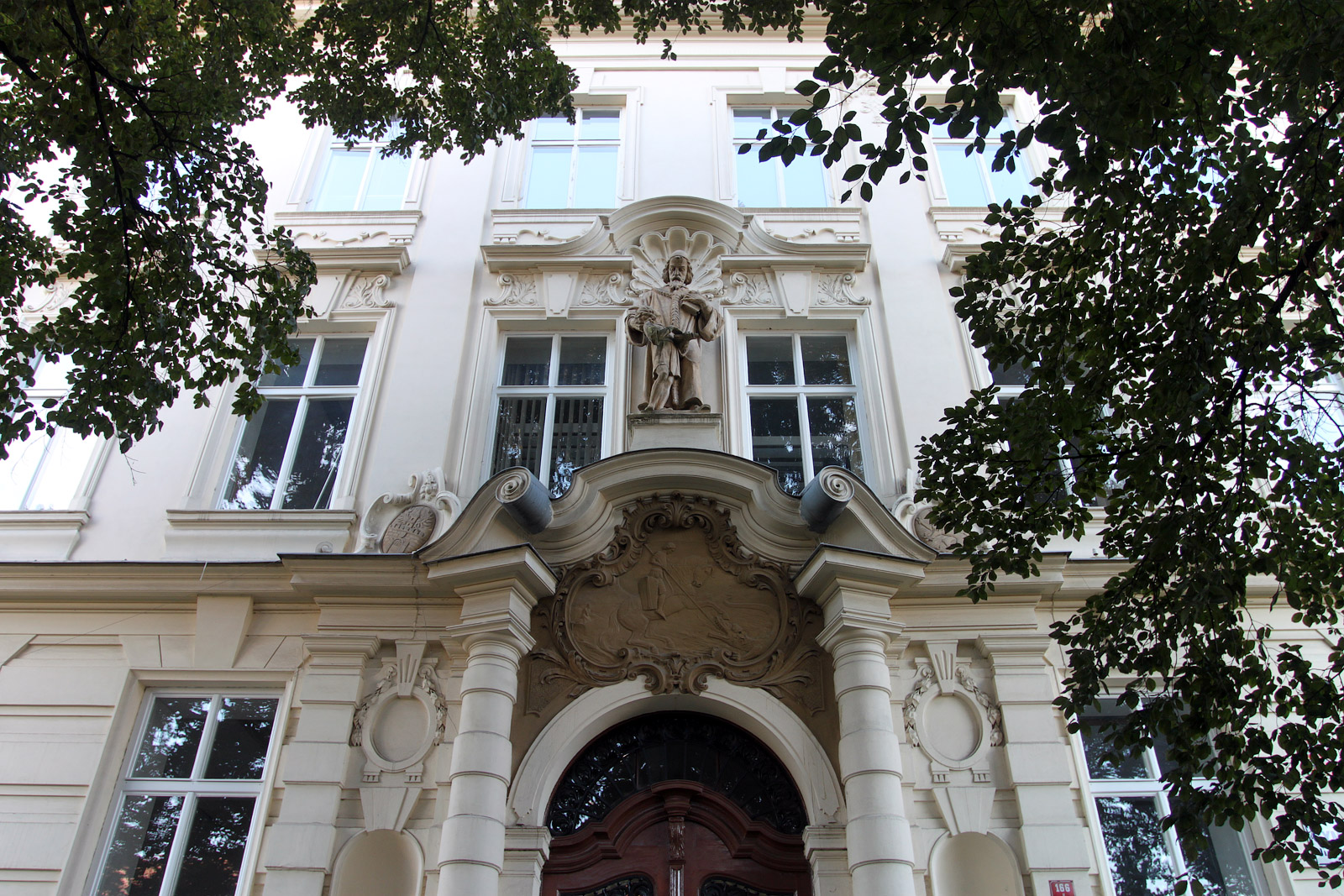
Центральный вход гимназии им. Йиржи из Подебрад

В настоящее время в городе действуют:
- 6 детских садов
- 4 начальные школы
- 6 средних школ, гимназий и средне-специальных и высших учебных заведений

Огромное количество учебных заведений используется для обеспечения потребностей как населения города и всего района, так и студентов из других районов. Высшая школа гостиничного бизнеса в Подебрадах является ключевой в Среднечешском крае, она с середины 2000-х участвует в подготовке к созданию Среднечешского университета им. Йиржи из Подебрад, прочие факультеты которого планируется разместить в Кутной горе (ректорат, искусства), Пршибраме (медицина).

## Население
| Год  | Численность | Численность |
| ---- | ----------- | ----------- |
| 1869 | 4976        | [ 22 ]      |
| 1880 | 5736        | [ 22 ]      |
| 1890 | 6096        | [ 22 ]      |
| 1900 | 6738        | [ 22 ]      |
| 1910 | 7165        | [ 22 ]      |
| 1921 | 7589        | [ 22 ]      |
| 1930 | 8967        | [ 22 ]      |
| 1950 | 10 569      | [ 23 ]      |
| 1961 | 12 238      | [ 23 ]      |
| 1970 | 13 353      | [ 22 ]      |
| 1980 | 13 782      | [ 22 ]      |
| 1991 | 13 213      | [ 22 ]      |
| 2001 | 13 364      | [ 23 ]      |
| 2011 | 14 133      | [ 23 ]      |
| 2012 | 13 891      |             |
| 2014 | 14 013      | [ 24 ]      |
| 2016 | 14 219      | [ 25 ]      |
| 2017 | 14 025      | [ 26 ]      |
| 2018 | 14 111      | [ 27 ]      |
| 2019 | 14 186      | [ 28 ]      |
| 2020 | 14 377      | [ 29 ]      |
| 2021 | 14 469      | [ 30 ]      |
| 2022 | 14 317      | [ 31 ]      |
| 2023 | 14 902      | [ 32 ]      |
| 2024 | 15 156      | [ 33 ]      |
| 2025 | 15 232      | [ 4 ]       |

## Города-побратимы
- Верту, Франция (2015)
- Марианске-Лазне, Чехия (2008)
- Нетания, Израиль (2014)[34]
- Пьештяни, Словакия (2002)
- Тарандт, Германия (2013)